# Bruno Camandone
Bruno Camandone (Albenga, 1915 – Cerkowo, 24 dicembre 1942) è stato un militare italiano, decorato di Medaglia d'oro al valor militare alla memoria nel corso della seconda guerra mondiale.

## Biografia
Nacque a Albenga nel 1915. Dopo aver conseguito il diploma di ragioniere nel giugno 1934 si arruolò nel Regio Esercito, iniziando a frequentare la Regia Accademia Militare di Artiglieria e Genio di Torino, dalla quale uscì due anni dopo con il grado di sottotenente, assegnato all'arma di artiglieria. Frequentato il corso di applicazione entrò in servizio nel 2º Reggimento artiglieria di Corpo d'armata con cui, dopo l'entrata in guerra del Regno d'Italia, avvenuta il 10 giugno 1940, partecipò alle operazioni sul fronte occidentale contro la Francia al comando di una batteria. Smobilitato al termine della operazioni, frequentò il corso per artiglieria contraerea a Sabaudia, al termine del quale, nel marzo 1941, fu assegnato in servizio al 1º Reggimento artiglieria contraerea a Casale. Promosso capitano nel gennaio 1942, nel mese di giugno fu trasferito dietro sua domanda al 4º  Reggimento artiglieria contraerea con cui partì al seguito dell'ARMIR per combattere sul fronte russo.  Comandante della 2ª Batteria, 38º Gruppo da 75/46, perse la vita il 24 dicembre 1942, nel corso della seconda battaglia difensiva del Don. Per onorarne il coraggio fu decretata la concessione della Medaglia d'oro al valor militare alla memoria.
Una caserma posta a Diano Castello, provincia di Imperia, ha portato il suo nome.

### Fonti
1. 1 2 3 4 5 6  Combattenti Liberazione.
2. ↑   Bollettino ufficiale delle nomine, promozioni e destinazioni negli ufficiali e sottufficiali del R. esercito italiano e nel personale dell'amministrazione militare, 1936,  p. 4797. URL consultato l'8 maggio 2020.
3. ↑  Sito web del Quirinale: dettaglio decorato.